# Astrocrius parens
Astrocrius parens is een slangster uit de familie Gorgonocephalidae.
De wetenschappelijke naam van de soort werd in 1930 gepubliceerd door René Koehler.